# Cléophon
Cléophon (en grec ancien Kλεoφῶν, Kleophōn) est un homme politique athénien de l'Antiquité. Il apparut dans la vie politique au lendemain de la première révolution oligarchique (411 av. J.-C.). Il instaura la diobélie en 410-409 av. J.-C.. Il avait la particularité de n'être pas issu de l'aristocratie (comme l'étaient la plupart des chefs de l'époque) puisqu'il était fabricant de lyres. Il fut condamné à mort en 404 av. J.-C.